# Kambui Hills
Die Kambui Hills sind ein Gebirge im westafrikanischen Sierra Leone. Sie sind Teil des 21.228 Hektar großen gleichnamigen Schutzgebietes. Die höchste Erhebung erreicht 645 m.
Es wurden bereits in den 1960er Jahren mehr als 200 Vogelarten nachgewiesen. Hier befindet sich auch eines der letzten Rückzugsgebiete seltener Tierarten, darunter Rote Stummelaffen, Waldelefant und die Rußmangabe.